# قطعنامه ۱۷۰۵ شورای امنیت
قطعنامه ۱۷۰۵ شورای امنیت سازمان ملل متحد که در تاریخ ۲۹ اوت ۲۰۰۶ تصویب شد، سندی بین‌المللی دربارهٔ دادگاه جنایی بین‌المللی برای رواندا است. این قطعنامه طی نشست ۵۵۱۸ام با ۱۵ رای موافق، ۰ مخالف و ۰ ممتنع تصویب شد.